# Консерватория Пезаро имени Джоакино Россини
Консерватория Пезаро имени Джоаккино Россини (итал. Conservatorio Statale di Musica «G. Rossini» di Pesaro) — итальянская консерватория, расположенная в Пезаро, на родине Джоакино Россини.
В завещании Россини содержалось желание, чтобы в его родном городе появилось музыкальное учебное заведение. Спустя 14 лет после смерти композитора, в 1882 году, это желание исполнилось, и в здании дворца Оливьери открылся музыкальный лицей. В 1939 году он приобрёл государственный статус и был преобразован в консерваторию. Формированию серьёзной репутации лицея способствовала известность его первых руководителей — видных итальянских оперных композиторов Карло Педротти и Пьетро Масканьи.

## Директора консерватории
| - Карло Педротти (1882—1893) - Артуро Ванбьянки (1893—1895, исполняющий обязанности) - Пьетро Масканьи (1895—1902) - Антонио Чиконьяни (1902—1905) - Амилькаре Дзанелла (1905—1939) - Риккардо Дзандонаи (1939—1944) - Карло Цекки (1945—1947, управляющий комиссар) - Франко Альфано (1947—1950, управляющий комиссар) - Антонио Веретти (1950—1952) - Лино Ливиабелла (1953—1959) - Рито Сельваджи (1959) - Орацио Фиуме (1959—1960) | - Рито Сельваджи (1960—1963) - Данте Д’Амбрози (1963—1965) - Гвидо Турки (1965—1966) - Марчелло Аббадо (1966—1973) - Герардо Макарини Карминьяни (1973—1981) - Микеле Марвулли (1981—1994) - Марио Перруччи (1994—1997) - Марко Джаннотти (1997—2008) - Маурицио Тарсетти (2008—2013) - Альбино Маттеи (2013—2014) - Людовико Браманти (с 2014) |

## Известные педагоги
- Рикардо Бренгола
- Кармен Мелис
- Артуро Мелокки
- Аннибале Менголи
- Реми Принчипе
- Рафаэле Фронтали
- Доменико Чеккаросси

## Известные ученики
- Мецио Агостини
- Ламберто Гарделли
- Марио дель Монако
- Риц Ортолани
- Чиро Пинсути
- Рената Тебальди
- Франко Корелли